# Carcereiros
Carcereiros est une série télévisée dramatique policière brésilienne. Elle a été produite par Rede Globo et publiée par le service de streaming Globoplay. La première saison est sortie sur le service le 8 juin 2017. La série a fait ses débuts sur le réseau de télévision  Rede Globole le 26 avril 2018 et s'est achevée le 22 janvier 2021. Elle est écrite par Marçal Aquino, Fernando Bonassi et Dennison Ramalho avec la collaboration de Marcelo Starobinas, en s'inspirant du livre du même nom de Dráuzio Varella. La direction artistique est de José Eduardo Belmonte.
En Afrique francophones et en France, Elle diffusée entre le 10 octobre 2023 au 7 décembre 2023 sur Nina Novelas.

## Synopsis
Adriano est un diplômé en histoire qui devient agent pénitentiaire pour suivre les traces de son père, Tibério. Ses collègues Vinícius et Isaías, ainsi que le chef de la sécurité Juscelino, l'aident à faire face aux problèmes de l'environnement de travail. Ils doivent faire face à un agent pénitentiaire grincheux, Valdir.
La prison, dirigée par Vilma, devient incontrôlable ; elle constitue le décor principal de la série. Adriano doit relever les défis et méditer sur les deux factions rivales qui dominent l'endroit. La principale est dirigée par Binho et sa femme Kelly. Il doit équilibrer son travail avec le temps passé avec sa famille.

## Distribution

### Acteurs principaux
- Rodrigo Lombardi : Adriano Ferreira de Araújo
- Giovanna Rispoli : Lívia Macedo de Araújo
- Mariana Nunes : Janaína Macedo
- Othon Bastos : Tibério Ferreira de Araújo
- Tony Tornado : Valdir
- Lourinelson Vladimir : Isaías
- Aílton Graça : Juscelino
- Nani de Oliveira : Dr. Vilma Alencar
- Jean Amorim : Vinícius
- Ernani Moraes : Rubão
- Kaysar Dadour : Abdel

### Acteurs récurrents
- Samantha Schmütz : Solange
- Letícia Sabatella : Érika Guimarães
- Milton Gonçalves : Dr. Louveira
- Leonardo Medeiros : Dr. Aramis
- Babu Santana : Edgar de Souza
- Mariana Ruggiero : Mariana

## Production
Le rôle principal de la série devait être joué par Domingos Montagner, cependant, avec la mort de l'acteur lors du tournage de la telenovela Velho Chico, il est passé à Rodrigo Lombardi,,.
La première saison de la série a été tournée au pénitencier pour femmes de Votorantim dans l'État de São Paulo avant son inauguration en mars 2017. Le tournage a eu lieu en 2016 et a eu la participation d'acteurs locaux.
La première diffusion a eu lieu le 8 juin 2017 sur la plate-forme Globoplay,. Ses débuts à la télévision étaient prévus pour le second semestre de 2017, mais ont dû être reportés à 2018 en raison des actes de violences à Espírito Santo et dans les pénitenciers du nord du pays qui ont eu lieu au début de l'année, et également du fait que Rodrigo Lombardi, l'acteur principal, était déjà à l'antenne dans A Força do Querer.
Le 4 septembre 2017, Carcereiros a été diffusée sur la chaîne Mais Globosat. Le 26 avril 2018, elle passe sur la chaîne Rede Globo.
En 2019, la série a fait l'objet d'un long métrage en 2019, qui est aussi le dernier épisode de la série. Le film a été diffusé par TV Globo sous la forme d'une mini-série, entre le 18 janvier et le 22 janvier 2021, mettant ainsi un terme à la série.

## Diffusion internationale
Le 5 février 2019 à 22h15, le diffuseur uruguayen Teledoce entame la  la série, remplaçant la première saison Sob Pressão. Carcereiros est ensuite remplacée par la série brésilienne Dupla Identidade. En Italie, la série a été diffusée à partir du 11 décembre 2018 sur Sky Atlanticz sous le titre Carcereiros - Dietro le sbarre.

## Épisodes

### Première saison (2017)
1. Resgate no Inferno
2. Plano de Fuga
3. Cidade Sitiada
4. Clinch
5. Mandarim
6. Questão de Método
7. Cela 237
8. Uma Questão Pessoal
9. Talarico por Acaso
10. Assunto de Família
11. Ratos e Homens
12. Amor que Fica
13. Medicina Legal
14. Um Preso Comum
15. Razões Humanitárias

### Deuxième saison (2019)
1. Imagem e Semelhança
2. Ganância
3. Cartas não mentem
4. Vingança
5. Liberdade Assistida
6. Bens Bloqueados
7. Amores Brutos - Parte I
8. Amores Brutos - Parte II
9. Fuga a Qualquer Preço
10. Uma Questão de Escolha
11. Psicóloga
12. Mão no Fogo
13. Um Homem de Família - Parte I
14. Um Homem de Família - Parte II

### Troisième saison
1. Parte I
2. Parte II
3. Parte III
4. Parte IV

## Récompenses et nominations
| Année | Prix                | Catégorie                | Recommandation        | Résultat   | Ref.   |
| ----- | ------------------- | ------------------------ | --------------------- | ---------- | ------ |
| 2018  | Meilleur de l'année | Meilleur acteur de série | Rodrigo Lombardi      | Nomination | [ 13 ] |
| 2018  | Trofée APCA         | meilleur réalisateur     | José Eduardo Belmonte | Nomination | [ 14 ] |
| 2019  | Troféé APCA         | meilleur réalisateur     | José Eduardo Belmonte | Nomination | [ 15 ] |
| 2019  | Meilleur de l'année | Meilleur acteur de série | Rodrigo Lombardi      | Nomination | [ 16 ] |